# Battaglia di Kojima
La battaglia di Kojima (児 島 合 戦), chiamata anche battaglia di Fujito (藤 戸 の 戦 い), fu una battaglia della guerra Genpei del periodo Heian della storia giapponese combattuta sull'isola di Kojima e nello stretto di Fujito (oggi penisola di Kojima, Kurashiki, prefettura di Okayama).

## Antefatto
Dopo la battaglia di Ichi-no-Tani la guerra era rimasta in una situazione di stallo per sei mesi, durante i quali i Minamoto, che non ne avevano, costruivano navi per attaccare i Taira a Shikoku e nel Kyushu, e questi ultimi non avevano le forze per contrattaccare i Minamoto su Honshu e riprendere Kyoto.
Ad ottobre Minamoto no Yoshitsune inviò il fratello Minamoto no Noriyori a conquistare la regione di Chūgoku, tradizionalmente sotto il controllo Taira, per poter poi attraversare lo stretto di Shimonoseki e invadere il Kyushu. Noriyori partì da Kyoto l'8 ottobre al comando di una forza di circa 30 000 cavalieri (secondo l'Heike monogatari) e, raggiunta la provincia di Bizen, fu informato di movimenti dei Taira nel porto di Kojima. All'epoca Kojima era una piccola isola, separata da Honshū dallo stretto di Fujito, un braccio di mare sottile ma abbastanza ampio da bloccare l'esercito di Noriyori. Lo stretto era difficile da attraversare a causa delle onde e non c'erano navi.

## La battaglia
Quando l'esercito di Noriyori arrivò alla spiaggia i guerrieri di Taira no Yukimori sull'isola di Kojima cominciarono a urlare insulti e a provocare il nemico finché, secondo le leggende, un samurai di nome Moritsuna Sasaki trovò un pescatore che gli mostrò un punto dove l'acqua era abbastanza bassa da poter attraversare lo stretto a cavallo. A quel punto Moritsuna, affinché non informasse i nemici, uccise il pescatore e, senza avvertire nemmeno i suoi alleati, spronò il suo cavallo e attraversò lo stretto. Vedendo che Moritsuna ingaggiava il nemico Noriyori lanciò una carica di cavalleria che costrinse i Taira sull'isola a imbarcarsi. Taira no Sukimori, Arimori e Tadafusa si impegnarono in scambi di tiro con l'arco con i guerrieri Minamoto fino al tramonto, prima di ritirarsi con le loro navi verso Shikoku. Senza navi per poterli inseguire, la cavalleria di Noriyori poté solo guardarli allontanarsi.

## Conseguenze
Noriyori riuscì facilmente a pacificare la regione di Chūgoku, i Taira si ritirarono via mare a Shikoku e le forze locali a loro fedeli furono costrette alla resa. Rimase bloccato su Honshū altri 4 mesi che impiegò per costruire imbarcazioni. Appena le ebbe completate, nel febbraio 1185, attraversò lo stretto di Shimonoseki e sbarcò nel Kyushu.